# Witówka (dopływ Kostrzynia)
Witówka – rzeka dorzecza Bugu, lewy dopływ Kostrzynia.
Należy tu zwrócić uwagę, iż istnieją dwa sąsiednie cieki o nazwie Witówka, oznaczane tak na różnych mapach:
- Witówka[3] o długości 13,235[3] km i powierzchni zlewni 104.53 km²[4] (identyfikator PRNG: 148994, zdefiniowana jako rzeka) mająca źródliska w postaci wielu dopływów z rejonu drogi Jeruzal - Kuflew - Skwarne (- Cegłów), o generalnym kierunku spływu na północny-wschód; jej lewym dopływem Trytwa (d. Bojmia[5], Boymia[6]) przepływająca przez Mrozy (zlewnia Trytwy jednocześnie rozdziela pozostałe części zlewni obu Witówek, tzn. mieści się pomiędzy nimi)
- Witówka[7] (identyfikator PRNG: 148993, zdefiniowana jako struga[2]), mająca źródła we wsi Wity na północ od Kałuszyna, przepływająca przez Kałuszyn, o generalnym kierunku spływu na południowy-wschód, w dolnym biegu poniżej stawów obok wsi Gołębiówka, a niekiedy również w górnym, nosi nazwę Kałuska (w całości od wsi Wity ma długość 19,343km[7] a zlewka ma powierzchnię 50,62 km²[8]); bezpośrednio powyżej ww. stawów, pomiędzy wsiami Gołębiówka i Gójszcz jest po obu jej stronach zlokalizowany rezerwat przyrody Przełom Witkówki[a]

Oba cieki są lewymi dopływami Kostrzynia, mają ujścia w pobliżu wsi Sosnowe, powyżej mostu kolejowego na Kostrzyniu w Oleksinie.